# Un dios solitario y otros relatos
Un Dios solitario y otros relatos (título original en inglés: While the Light Lasts and Other Stories) es un libro póstumo de la escritora británica Agatha Christie, publicado originalmente en Reino Unido por la editorial HarperCollins en 1997.
El libro está compuesto por nueve relatos cortos.

## Títulos de las historias
- La casa de sus sueños (The House of Dreams)
- La actriz (The Actress)
- El acantilado (The Edge)
- La aventura de Navidad (Christmas Adventure)
- Un dios solitario (The Lonely God)
- El oro de Man (Manx Gold)
- Entre paredes blancas (Within a Wall)
- El misterio del arcón de Bagdad (The Mystery of the Baghdad Chest)
- Mientras haya luz (While the Light Lasts)